# 丁文江
丁文江（1887年3月20日—1936年1月5日），字在君，江苏泰兴黃橋鎮人，中华民国地质学家、社会活动家，曾任私立南开大学校董会董事。

## 生平
丁家是當地鄉绅，祖父沒有功名。一直到15歲，丁都還受著傳統教育。1901年，龍研仙到泰興做知縣在本地招考，他看中了丁文江，決定送他出洋留學。1902年秋，留学日本，期間他積極參與政治活動，為刊物撰文。1904年2月，日俄戰爭爆發，他收到吳稚暉的來信，講到在蘇格蘭念書環境好，不受政治事務打擾，費用又便宜，所以他和李祖鴻、莊文亞決定轉赴英国，研究动物学和地质学。暮春，他們三人搭乘一艘德國輪船前往歐洲，途經檳榔嶼時還曾拜訪客居於此的康有為。到了愛丁堡，他們的資費已經花光，見到吳稚暉後，吳和經濟狀況最差莊文亞到格拉斯哥半工半讀。他們在船上遇到了一位在中國行醫的傳教士，他建議丁和李到他的家鄉司堡爾丁唸中學。1906年，他進入了劍橋大學，1907年春轉入格拉斯哥大学。1911年，獲得動物學和地質學雙學位。5月，返國從法屬印度支那下船轉乘火車到雲南、貴州進行考察。8月，返回江蘇老家，參加滿清政府學部遊學畢業生考試，獲得「格致科進士」名銜。同時在上海南洋公学任教。
1912年冬，中華民國政府決定在工商部矿政司下設地质科。次年2月，赴北京任工商部地質科科長，這時中國並無礦業人才，北大地質系應考人數也很少，幾近廢系。地質科中只有丁文江和章鴻釗兩人受過專門的學術訓練，他們延攬在北京外國專家到地質科工作。這年礦政司開辦地質研究所，丁文江、章鴻釗和北大地質系的索爾格承擔了大部分的教學。12月，赴山西、云南等地进行地质矿藏调查。1914年，翁文灝接替索爾格任教。1917年，蔡元培接任北大，恢復地質系，地質科也更名為“地質調查所”。1919年2月，偕梁啟超去歐洲考察。五四運動時他也無可避免地參與了進去，結識了陶孟和、胡適、梁啟超等人。1920年，他和蔡元培聘請李四光和葛利普萊到北大任教。1921年，辭去地質調查所的工作由翁文灝接任，他前往熱河擔任北票煤矿公司总经理，同鄉劉厚生為董事。他一直負擔著家庭經濟的重擔，而且科學工作的阻撓不斷，這都影響了他的轉向，雖然他離開了學界，但仍保持著很大的影響力。1922年，參與发起中国地质学会，任副会长；主编《中国古生物志》和政治評論刊物《努力》。1923年发表《玄学与科学》论文，与张君劢开展了科学与玄学的論戰。
1925年秋，丁辭去了經理的職務，投奔孫傳芳幕下。1926年5月5日，出任淞沪商埠督办公署总办，经过谈判，于8月1日代表江苏省政府与外国驻上海领团签订《收回上海会审公廨暂行章程》。丁文江出任總辦是他政治活動的重新開始，也是對五卅慘案的回應。但是這個選擇，也引發不少爭議。當時還在歐洲求學的傅斯年曾經因此向友人疾呼：「丁文江該殺！」。10月，孫傳芳的部下浙江省長夏超譁變，丁文江也參與了平叛。12月31日，他辭掉上海的職務，在北京隱退，後因張作霖的敵視搬到大連居住。次年，搬回北京，3月，前往廣西考察。12月，重返地質調查所。1929年到1930年夏，他到西南考察。
1931年秋，任國立北京大學地質學系教授。這年日本侵佔東北，受政治局勢驅使，1932年，為《獨立評論》撰文。同年任私立南开大学校董会董事。1933年与翁文灏、曾世英合编《中华民国新地图》以及《中国分省新图》。6月，離開上海前往華盛頓參會，後到歐洲訪問，9月到蘇聯旅行。1934年6月應蔡元培之請，出任中央研究院總幹事。1936年，他在湖南勘探煤矿。時值冬季，但是煤礦坑內濕熱，丁文江堅持親自下坑探查，出坑時全身衣服濕透，到旅館時把門窗緊閉，使用壁爐。第二天他沒有起床，才發現是煤气（一氧化碳）中毒，緊急叫醫生急救，施以心肺復甦術。本來昏迷的情形有好轉，甚至一度在他堅持下，下床行走。不料後來卻因為心肺復甦術實施時壓斷肋骨，導致發炎，突然病情直轉而下而病逝。摯友傅斯年聞訊第一個從北京趕去看護。1月5日在长沙湘雅医院逝世。按其遗嘱，葬于岳麓山。

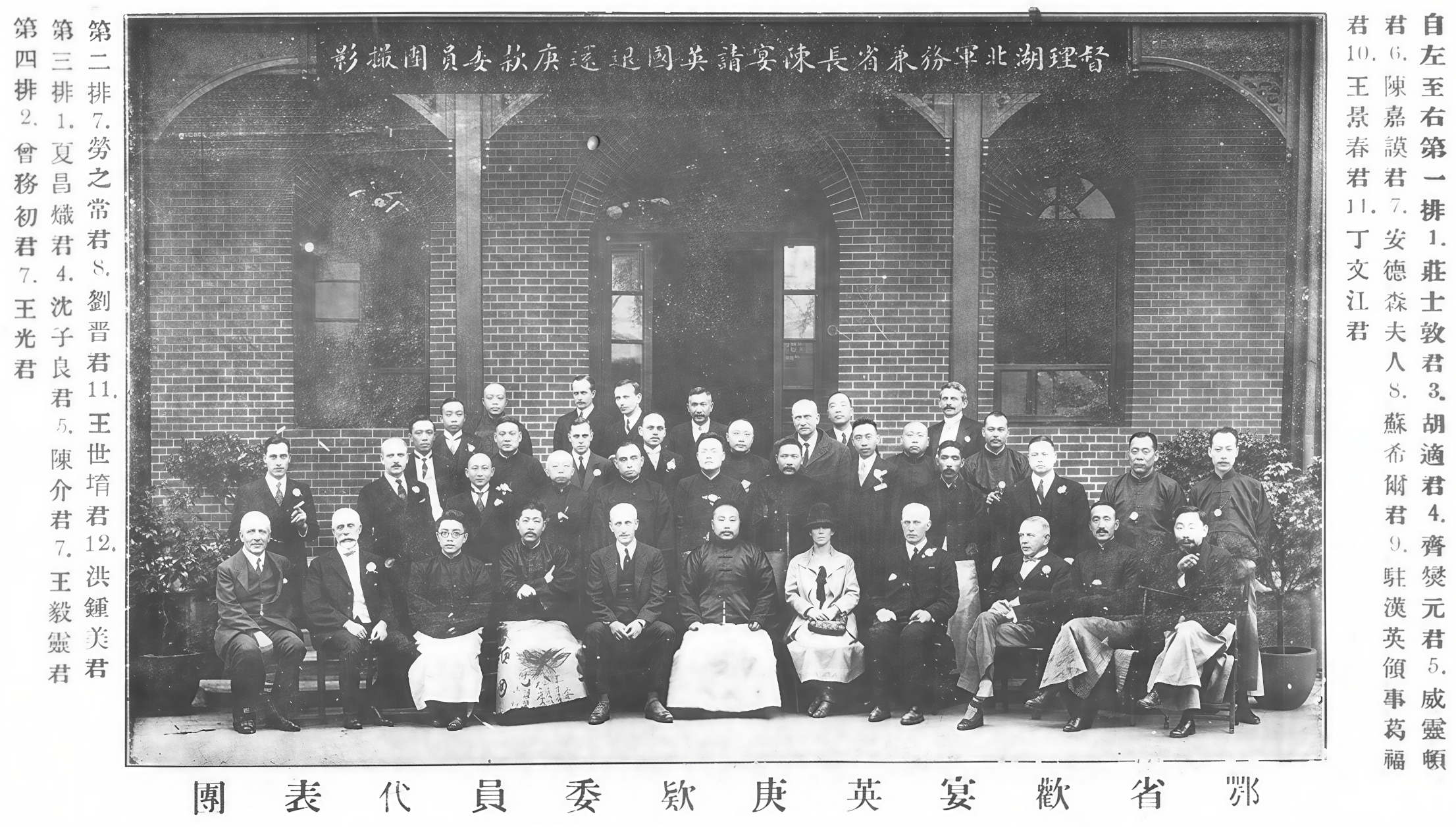
督理湖北軍務兼省長陳宴請英國退還庚款委員團攝影。自左至右第一排依序為莊士敦、?、胡適、齊燮元、威靈頓、陳嘉謨、安德森夫人、蘇希爾、葛福、王景春、丁文江。

## 著作
丁著《动物学教科书》，所遗地质考察材料，编成《丁文江先生地质调查报告》，于1947年出版。
丁著《梁任公年谱长编》为研究梁启超之重要参考书。
丁文江还是中国第一个系统研究彝文的人。胡適曾著有《丁文江的傳記》一書，胡適說他是“一個歐化最深的中國人，一個科學化最深的中國人”（胡適：《丁在君這個人》）。

### 評論
林毓生認為他並未看懂康德理念論論述的精華部分。

## 家庭
- 弟：丁文淵、丁文治
- 侄女：丁子霖，原中国人民大学教授，天安门母亲运动发起者。